# Schwarzdeckelschnecken
Die Schwarzdeckelschnecken (Melanopsidae, Typusgattung Melanopsis „von schwarzem Aussehen“ μέλας „schwarz“ + ὄψις, ὤψ „Aussehen“) sind eine kleine Familie im Süßwasser lebender Schnecken der Ordnung Sorbeoconcha, die in Europa, Nordafrika, Asien, Neuseeland und auf einigen Pazifikinseln verbreitet sind. Es gibt etwa zehn bekannte rezente Arten in sechs anerkannten Gattungen.

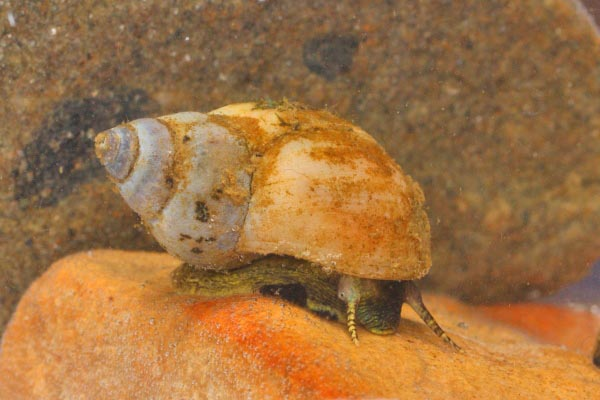
Holandriana holandrii, Drauchenbach (Steiermark)

## Merkmale und Lebensweise
Die kleinen bis großen Schnecken haben ein eiförmiges oder schmales konisches Gehäuse mit meist fester Wand, nur geringfügig gewölbten oder auch abgestuften Umgängen und oft knotigen Rippen oder glatter Oberfläche. Die Gehäusemündung ist am unteren Rand oft mit einer Rinne versehen. Das Operculum weist nur wenige Windungen auf. Die Schnecken haben einen glatten Mantelsaum.
Bei allen Arten treten sowohl Weibchen als auch Männchen auf. Es werden Eier abgelegt, aus denen fertige Schnecken schlüpfen.
Die Schwarzdeckelschnecken ernähren sich als Weidegänger vorwiegend von Algen.

## Vorkommen und Verbreitung
Schwarzdeckelschnecken bevorzugen meist feste Substrate in Bächen und Flüssen, vorwiegend in subtropischen bis tropischen Regionen. Ihr disjunktes Verbreitungsgebiet umfasst den Mittelmeerraum mit dem Einzugsgebiet der Donau, Nordafrika und dem nahen Osten, darüber hinaus Flüsse Neuseelands, Neukaledoniens und einiger anderer pazifischer Inseln.

## Systematik
Laut Systematik von Bouchet und Rocroi (2005) gehört die Familie Melanopsidae zusammen mit vielen anderen Familien zur Überfamilie Cerithioidea, innerhalb der das Süßwasser wohl mehrmals vom Meer aus besiedelt wurde. Nach Bouchet und Rocroi hat die Familie Melanopsidae keine Unterfamilien. Es gibt folgende Gattungen (mit Angabe einiger Arten):
- Amphimelania P. Fischer, 1885
- Esperiana Bourguignat, 1877
  - Esperiana esperi (Férussac, 1823)
  - Esperiana daudebartii (Prevost, 1821)
- Fagotia Bourguignat, 1884
- Holandriana Bourguignat, 1884
  - Holandriana holandrii (C. Pfeiffer, 1828)
- Melanopsis Férussac, 1807 (Typusgattung)
- † Pseudobellardia Cox, 1931
- † Stomatopsis Stache, 1871
- † Stylospirula Rovereto, 1899
- Zemelanopsis Finlay, 1927
  - Zemelanopsis trifasciata (Gray, 1843)